# 民主王国
民主王国（みんしゅおうこく）は、日本の国政選挙や地方選挙において、旧民主党（現：立憲民主党、国民民主党）系の候補が強い都道府県や選挙区である。かつての日本社会党や民社党および宮沢内閣の不信任案で造反した自民党議員の地盤を引き継ぐものが多い。関連語に保守王国がある。

## 概説
主に民主党の地盤が強い選挙区のことを指し、東日本の地方部、大都市圏や大企業の工場が立地する地域に多い。東日本の地方部については55年体制時代は保守王国であったところも多く比較的新しい現象で定説はないが、自民党の票田のひとつに農協・農民票があり、コメ余りで農政が動揺したこと、西日本はミカンのような商品作物比率が高いことで保守の地盤が安定した地域があること、自民党が環太平洋連携協定（TPP）を推進して東北の1人区の農民票が流れたこと、小泉改革路線で旧来型保守の岩盤を掘り崩して東京一極集中を進めたこと、小沢一郎ら東北有力議員の自民離党、戊辰戦争の遺恨などが指摘される。大都市に多いのは民主党の支持母体が、大企業の労組が多数加盟している連合であるからである。一方で個人人気頼みの選挙区も多く、こうした選挙区では候補者が離党して新党結成・無所属出馬すると、代わって党が公認した候補が大敗し、「王国」を喪失することも少なくない。
複数の民主党系議員を選出し続けてきた北海道・岩手県・福島県・新潟県・山梨県・長野県・静岡県・愛知県・三重県・滋賀県・大分県・長崎県などが代表的な例である。

## 選挙別
2005年の第44回衆議院議員総選挙では、北海道・岩手県・新潟県・山梨県は自民党が圧勝した小選挙区で自民党を上回る議席数を獲得し、強さを発揮した。ただし、東京都は菅直人の地元である18区以外すべての小選挙区の議席を失い、愛知県・三重県・福島県・長野県では小選挙区での獲得議席数が自民党を下回った。
政権与党としての初めての国政選挙である2010年の第22回参議院議員通常選挙では、改選2人以上の選挙区の多くで複数候補を擁立したが、東京都と愛知県を除き、軒並み1名のみの当選に留まった。
2011年の第17回統一地方選挙においては、東日本大震災・福島第一原子力発電所事故の対応における批判や内紛もあり、全体的に苦戦した。特に三重県知事選挙では初めて民主党の擁立した候補が自民党が単独で推薦した候補に敗れており、さらに民主党の強い北部の大票田である鈴鹿市と四日市市においても得票数で負けるなど退潮の傾向を見せた。
与党としての3年間の政権運営の成果が問われた2012年の第46回衆議院議員総選挙では北海道・新潟県・滋賀県・長崎県において、自民党・公明党の候補にすべての小選挙区で敗北した。福島県・東京都・長野県・愛知県・三重県でも小選挙区の議席は1議席ないし2議席にとどまった。岩手県では民主党が4選挙区中2議席を獲得し、民主党を離れた小沢一郎も議席を獲得しているが、すべての選挙区で自民党候補者の復活当選を許した。三重県では民主党候補者が当選した選挙区では自民党候補者の比例復活を許す一方で、自民党候補者が当選した選挙区では民主党候補者が比例復活できなかった。
2013年の第23回参議院議員通常選挙では、「民主離れ」の傾向が一層鮮明になった。東京都では改選議席をすべて失い、愛知県では2人擁立を断念した（それでも自民党候補に100万票当選を許している）。福島県・三重県・滋賀県・長崎県で現職が落選するなど1人区で全敗し、結党以来最低の議席数となった。
2014年の第47回衆議院議員総選挙では、北海道・愛知県・新潟県・大分県においては小選挙区の議席を微増させた一方、比例での獲得議席は北海道を始めとして大きな変化は見られなかった。東京都では小選挙区での獲得議席は1議席（長妻昭の7区）と減少させ、さらには選挙時の代表であった海江田万里が比例復活もできず落選、元首相経験者である菅直人も比例復活での当選となった。滋賀県・長崎県では前回同様小選挙区において全敗し、長野県では羽田孜の地盤であった長野3区において、民主党候補が維新の党の候補に議席を明け渡した上比例復活もできず落選するなど、復調には至っていない。
2015年の第18回統一地方選挙では、愛知県議会議員選挙や名古屋市会議員選挙で議席を増やしたものの、代表となった岡田克也の地元三重県の知事選において独自候補の擁立ができず自主投票になるなど、自民党系候補への不戦敗・相乗りが相次いだ。また、大分市長選挙では、椋野美智子を擁立したが与党が推薦した佐藤樹一郎に敗れ、40年以上維持していた非自民の市長の座を明け渡すことになった。さらに、同年9月に行われた山形市長選挙でも、維新の党・次世代の党などを除く野党とともに元防衛省職員の梅津庸成を擁立したが、与党が推薦した佐藤孝弘に敗れ、50年以上維持してきた非自民の市長も明け渡すことになった。
2016年の第24回参議院議員通常選挙では、民主党は民進党と名を変え、共産党などとの候補の一本化により福島県・新潟県・山梨県・長野県・三重県・大分県などで議席を維持し、北海道・東京都・愛知県では2議席確保するなど善戦した一方、西日本では民主王国三重県すら野党共闘で薄氷の勝利、滋賀県で現職敗北により民主党時代から数えて結党以来初めて県連所属の選挙区選出議員喪失、奈良県でも現職が敗北して議席を失うなど苦戦。結果奥羽越列藩同盟の勢力図と似たものとなり、自民党総裁が長州閥系の安倍晋三であったことが原因という説も出た。また、同年12月に行なわれた四日市市市長選挙にて民進党の推薦する新人が自民党市議団などが支持する新人に敗れており、地方選挙クラスでも退潮が顕著になって民進党単独での票の維持は困難な情勢が続いた。
2017年の第48回衆議院議員総選挙では、民進党が事実上の解体となり、小池百合子東京都知事率いる保守系野党を標榜した希望の党と枝野幸男率いるリベラル系野党である立憲民主党、どちらにも属さない無所属候補に分かれた。結果的には、北海道・福島県・新潟県では立憲民主党やリベラル系無所属が議席を増やした一方で、希望の党に付いた議員の多くは、長野県・長崎県で善戦したとはいえ多くの都道府県で苦戦を強いられた。特にリベラルの牙城であり、2012年の総選挙でも民主党現職が議席を守った千葉1区・茨城5区・京都6区・奈良1区でも議席を失っている。山梨県と大分県は前回敗れた自民党議員がそれぞれ山梨2区と大分1区で議席を獲得したため、議席を減らしている。また滋賀県と奈良県は全選挙区で自民党候補に敗れた上、野党候補は比例復活もできなかったことから、衆参すべての議員を自民党議員が独占する状況となった。岩手県・静岡県・愛知県・三重県は全選挙区で与野党ともに現職が議席を守ったため、小選挙区の議席の変動はなかった。
2021年の第49回衆議院議員総選挙では、立憲民主党が日本共産党との選挙協力を進め、小選挙区による候補の一本化を行い、東京8区・神奈川13区などで自民党の大物議員に勝利したが効果は限定的であり、結果的には公示前の議席を減らすこととなった。この選挙では自民党の大物・ベテラン議員が苦戦を強いられたものの立憲民主党でも同様に党の要職を務めていた議員やベテラン議員が苦戦した。また、全トヨタ労働組合連合会が自由民主党との連携を模索する動きを見せ、立憲民主党への選挙協力を拒否する事態となった。こういった複合的理由から、小選挙区制導入以来自民党候補が当選した例のなかった長野3区・静岡6区・愛知11区・三重2区などで自民党候補に議席を明け渡す結果となった。一方で、国民民主党は現職全員が小選挙区での議席を守った。
2022年の第26回参議院議員通常選挙では、引き続き立憲民主党は日本共産党との選挙協力を進めたが、候補者を一本化できたのは11選挙区に留まった。一方で連合との関係は悪化、さらに国民民主党が自民党よりの姿勢に転じ、複数区での独自候補の擁立などを行った上に安倍晋三銃撃事件による同情票が自民党に集まった結果、公示前議席を大きく下回った。特に東京都選挙区では獲得議席を蓮舫の1に減らしたうえ、得票数も共産党に負ける4番目になったほか、岩手県・山梨県・新潟県・大分県で現職が敗れ、現職が引退した福島県・三重県では議席を維持できなかった。
2024年の第50回衆議院議員総選挙では、自民党の政治資金問題や物価高騰などへの自公連立政権への不満も影響して、自民党・公明党へ逆風が吹いたことにより、立憲民主党が議席を大幅に上乗せしたほか、国民民主党が結党以来の議席を大きく躍進させ、公明党を抜いて比較第4党に浮上するなど、東日本を中心に民主王国への回復基調を見せた。特に立憲民主党は前回の衆院選や同年7月の東京都知事選挙で敗因の一つとなった日本共産党との「民共共闘」路線から一定の距離を置いたことも挙げられるが、その反面、比例区では国民民主党が前回に対して358万票増やしたのに対し立憲民主党は7万票増と伸び悩み、大阪府では日本維新の会が小選挙区の議席を独占するなど依然として強い影響力を保っているほか、オール沖縄を組む沖縄県では、基地移設問題が政治課題になりづらくなっている影響もあり、保守回帰への動きを見せつつある。また、既存政党への不満に対する受け皿としてれいわ新選組、参政党、日本保守党の台頭も目立ち、愛知県では日本保守党から出馬した元民主党の河村たかしが選挙区で当選した。
2025年の第27回参議院議員通常選挙では国民民主党が大勝した一方、立憲民主党は国民民主党のみならず参政党にも比例得票数で抜かれるなど苦戦した。

## 地域別

### 北海道
かつての北海道は全国で最も日本社会党の地盤が強固であった。これは北海道は本州以南と異なり地縁等のしがらみが少ないことや、主要産業が公務員・炭鉱・国鉄であり、自治労や北教組、私鉄総連、炭労、国労など総評系の労組が強かったことに起因する。さらにこれらの労組と北海道農民連盟（政治団体として「北海道農民政治力会議」を擁している）との「労農連携」の枠組みが長年に亘り堅持され続けている事情もある（この「労農連携」の枠組みは2010年代後半、立憲民主党・国民民主党の結党以降においても両党道連に連合北海道、北海道農民政治力会議を加えた4者による「民主連絡調整会議」が選挙ごとに行われ、候補者の擁立や調整、選挙協力が進められている）。全国的に社会党が長期低迷傾向を示す中、1983年に北海道知事に就任した横路孝弘の下で社会党組織が温存ないし強化された。1996年の社会党3分裂においても社会党北海道は足並みを揃えて、民主党に参加した。このため、民主党組織も本州以南のそれと比較して左派色の強い形態となった。
2017年の第48回衆議院議員総選挙直前の民進党と希望の党の合流騒動においても自治労の組織内議員でもある逢坂誠二が全国の民進党議員の中でも最初に希望の党への不参加を表明した。また、他の多くの北海道選出議員や民進党公認予定だった候補も希望の党ではなく立憲民主党への参加を表明。立憲民主党に参加した小選挙区立候補者全員が比例復活を含めて当選した。市区町村別の比例代表得票数でも、一部の地域で自由民主党を上回り、得票数トップになるところもあった。一方で希望の党に参加した候補者で当選したのは山岡達丸（比例北海道ブロック）一人にとどまり、現職の松木謙公は小選挙区で敗北した上に比例復活もできなかった。その後、山岡は2020年9月に立憲民主党と国民民主党が合流して結党した新「立憲民主党」に参加。松木も2021年4月に行われた北海道2区補欠選挙で立憲民主党公認、国民民主党・社会民主党・日本共産党北海道委員会の推薦を受けて出馬し当選、国政復帰を果たしており、社会党北海道の系譜は民主党、民進党を経て立憲民主党にも引き継がれたと言える。しかし、2019年北海道知事選挙では立憲民主党や国民民主党など国政野党が擁立した石川知裕が自由民主党・公明党・日本維新の会・新党大地が擁立した前夕張市長の鈴木直道に大敗を喫している。また北海道議会議員選挙でも自民党に単独過半数を取られており、さらに同年の参院選では自民党候補の二人当選を許すなど退潮傾向になる。
当時の民主党系の苦戦の背景に、鈴木宗男の存在が指摘される。宗男は自民党離党後は民主党などと比較的良好な関係を築き、娘の鈴木貴子も一時は民主党に所属していた。しかし、民主党後継の民進党が共産党と関係を強め、民共共闘路線に舵を切ると、鈴木父娘は容共の野党側とは距離を取り始め、宗男は自公連立政権への接近を深めた後に日本維新の会、貴子は自民党に入党するなどし、新党大地としても国政与党側の候補を推薦することが多くなり、結果として民主党系から新党大地の支持者の逸走が起こることになった。
2021年の第49回衆議院議員総選挙では、自民政権のコロナ対応、元首相で自民党副総裁の麻生太郎の温暖化に対する問題発言の批判などにより善戦した選挙区もあった。一方で、旭川市などを抱える北海道6区では候補者選考の失敗、引退する佐々木隆博の後継として擁立した西川将人の旭川市長時代のいじめ問題対応の不手際などにより自民党の新人東国幹に議席を奪還され、比例復活もできなかった。結局立憲民主党はこの選挙において、北海道の12選挙区のうち5選挙区での勝利にとどまった。また、この総選挙に先立つ形で行われた旭川市長選挙では、立憲民主党や国民民主党などの野党が前述の総選挙に鞍替え出馬する西川将人の後継として元旭川市議会議長・前北海道議会議員の笠木薫を擁立したが、西川に敗れた前回市長選に続き出馬した自民党系の新人今津寛介に大敗を喫し、15年以上維持してきた非自民の市長を明け渡すことになった。
2022年の第26回参議院議員通常選挙では、自民・立憲双方が前回と同様に候補者を2人ずつ擁立し、前回に続いて自民党が2議席の確保に成功した。立憲は1議席の獲得にとどまり、民主王国の復活とは言い難い状況に留まった。
2023年北海道知事選挙では鈴木直道の対抗馬に、北海道5区で活動していた元衆議院議員の池田真紀を野党統一候補として擁立するも、鈴木直道に3倍以上の票差をつけられる大敗を喫した。一部メディアが実施した出口調査では、立憲民主党支持層の30%台後半から40%近く、共産党支持層の30%台前半から後半が鈴木直道に投票したと答えており、彼の左派、リベラル層への浸透ぶりと、野党共闘の機能不全が露呈する形となった。
2024年の第50回衆議院議員総選挙では、選挙前に模索された野党間の選挙協力が不調に終わり立憲民主党の他に共産党や日本維新の会なども一部で独自候補を擁立。野党票の分散も予想される中、道内12の小選挙区全てで候補者を擁立した立憲民主党は選挙戦を競り合いあるいは優位に進めた選挙区が多く、前回から勢力を盛り返して9選挙区で勝利を収めた。
このうち北海道5区では池田真紀が4度目の挑戦で初めて和田義明に小選挙区で勝利。北海道9区では前回小選挙区で初勝利を挙げた山岡達丸が裏金問題で議員辞職した堀井学に代わって出馬した自民党新人らを破り当選。また、道内の小選挙区で唯一公明党が候補を擁立した北海道10区でも神谷裕がやはり4度目の挑戦で初めて稲津久に小選挙区で勝利を収めた。
更に比例北海道ブロック（定数8）でも立憲民主党は3議席を獲得し、これにより小選挙区で擁立した候補者12人全員が比例復活を含めて当選。国民民主党も同ブロックでは初の1議席を獲得した。

### 岩手県
岩手県は薩長への対抗意識が強く、東北地方で例外的に総理大臣を多数輩出し、アテルイの末裔を称する小沢一郎が「壊し屋」として政界に君臨。小沢系議員の当選が多く、特に「小沢王国」と呼称されてきた。第41回衆議院議員総選挙総選挙で1区・3区・4区の選出議員は全員が新進党、1997年末に新進党が解体されて以後は小沢系が安定して大量当選をしている県は岩手県のみとなって事実上小沢王国=岩手県となった。ただし岩手県の4選挙区のうち、2区のみ、鈴木善幸元首相の子で、自民党の鈴木俊一が地盤としており、第41回以降、45回を除く総選挙で勝利している。
なお、小沢は55年体制崩壊後新生党→新進党→自由党→新・民主党→国民の生活が第一→日本未来の党→生活の党→生活の党と山本太郎となかまたち→二代目自由党→旧・国民民主党→新・立憲民主党と様々な政党を渡り歩いてきたため、「小沢王国」=「民主王国」とは必ずしも言えない。
2000年の第42回衆議院議員総選挙では、選挙前の自由党と保守党の分裂に伴い、元々小沢系であったが保守党に移ることで小沢と対立した佐々木洋平と、小沢系の新候補である黄川田徹が3区にて激突したが、黄川田が危なげなく勝利。自由党所属の議員が大勝した。民主党も出馬していたが軒並み落選した。
2003年の民由合併で小沢王国と民主王国が合体し、小沢・民主の地盤はゆるぎないものがあった。同じく小沢系である1区の達増拓也が岩手県知事選挙出馬に伴い議員辞職した際も、補欠選挙（第21回参議院議員通常選挙と同時実施）において後継となった階猛が自民党候補にダブルスコアに近い大差をつけて圧勝している。民主党が惨敗した2005年第44回総選挙でも3選挙区の選出者は変わらず、民主が圧勝した2009年の第45回総選挙では、元々鈴木俊一の地盤であった2区すら小沢系の畑浩治が制し、県内の衆議院小選挙区の議席をすべて獲得するほどの強さを見せていた。
しかし、2011年の東日本大震災の発生後、1区の階、3区の黄川田の二人は震災後の対応など様々な要因から小沢と袂を分かち、小沢は2012年に民主党を離党して国民の生活が第一を立ち上げるが二人は民主党に残留する。このことで、第46回総選挙において小沢は二人の選挙区に刺客の対立候補を日本未来の党（国民の生活が第一が合流）から送り込むこととなり、「小沢王国」対「民主王国」の戦いとなった。
結果としては、「民主王国」の勝利となった。民主党に残った階と黄川田は議席を守り、小沢が新たに擁立した未来候補はいずれも比例復活すら成されなかった。2区の畑は小沢につき未来の党の候補としてともに戦ったが、鈴木に議席を奪還された。畑は比例復活したものの得票率は45回の鈴木のそれを下回り、4区の小沢自身も自民党の新人候補の比例復活を許す形となった。
他都道府県では民主党や民主党離党組の惨敗とも言える状況に陥る中で、岩手県では（得票率こそ落ち、上述のように全選挙区で自民党議員の当選または比例復活を許したものの）民主党及び民主党離党組（岩手県においては4区の小沢と2区の畑）の戦績は3勝1敗と善戦しており、また第46回総選挙における県内小選挙区選出者は、第44回補欠選挙以降における選出者とまったく同じである。皮肉にも小沢が育て上げた候補の勝利により、この選挙においては事実上全国で唯一「民主王国」の面目が保たれたと言える。一方、小沢にとっては大きな敗北となった。これまで小沢は県内選挙区に意中の候補を送り込み、前任者が小沢に対立しようものならそれが現職候補でも落選させてきた。しかし今回は表面上の当選者は変わらずとも、各候補が「小沢の言うことを聞く候補」でなくなったこと、またそれに対し小沢が送り込んだ新候補が歯牙にもかからず惨敗した。
続く2013年の第23回参議院議員通常選挙の岩手県選挙区でも、かつて小沢系であったが、民主党を離党し無所属で戦った平野達男が3選した。小沢はやはり対立候補を生活の党（日本未来の党から非小沢系議員が離党後改称）から出したが、平野はおろか自民党候補にすら7万票差をつけられた3位で敗北している。参議院では小沢の自民党離党以前から選出方法は変わっていないため、「小沢の渡り歩いた政党の候補または支援候補」が当選し続けている様相がより分かる選挙結果が続いていたが、こちらも「小沢の推す候補」としての票が「現職」票にシフトしていった結果を如実に現しており、「小沢王国」の崩壊を助長する選挙となった。対する民主党からも候補者が出ていたが生活の党候補者の票数すら下回り、「民主王国」としての立場も危うくなった。ただし、民主党出身者は他党に移っても敗北することが多かった他都道府県とは一線を画していた。
2015年は知事選で達増が無投票当選を果たした一方、盛岡市長選挙では現職で自公が推薦する谷藤裕明が民主および生活が推薦する内舘茂を破り4選を果たしており、小沢および民主党の影響力の低下が目立った。
2016年の第24回参議院議員通常選挙では、岩手県選挙区において生活の党所属の木戸口英司（主濱了の後継）が当選し、小沢王国が再起動。2016年参院選直後に平野達男が自民党に入党すると、小沢率いる自由党（生活の党と山本太郎となかまたちから改称）が横澤高徳の擁立を主導し、横澤は2019年の第25回参議院議員通常選挙で平野を破り小沢王国の面目を保った。
2021年の第49回衆議院議員総選挙は、小沢が再び民主系政党立憲民主党に復帰するも、岩手県第3区（岩手4区は2017年に廃止）にて小沢は自由民主党公認の藤原崇に敗北。重複立候補していた比例東北ブロックでの復活当選となり、小沢は初めての小選挙区での落選となった。
一方で再び小沢と同じ政党に合流した立憲民主党の階猛は岩手県第1区で自民党候補に比例復活を許さずに当選しており、3区と対照的な結果となった。これにより、岩手県の小選挙区は2区と合わせて自民党が2議席を獲得することとなり、小選挙区制導入以降初めて自民党に複数選挙区で議席を明け渡すこととなった（ただし前回選挙では自民党候補3名全員が比例復活していたため、県全体における自民党の議席数は減少した）。
2022年の第26回参議院議員通常選挙では直前の安倍事件の影響もあって木戸口が自民党候補に敗北し、岩手県選挙区では小沢が自民党に所属していた1992年の第16回参議院議員通常選挙以来30年ぶりの自民党公認候補の当選を許してしまった。
2024年の第50回衆議院議員総選挙と、2022年参院選岩手選挙区で議席を得ていた広瀬めぐみの辞職に伴う補欠選挙では、前述の通り自公政権への逆風の影響もあり、3区では小沢が政治資金問題で処分対象となった藤原を破って再び小選挙区で当選した。自民党は藤原が議席を失い1区でも議席を獲得できず、議席は2区の鈴木俊一のみの獲得となり、さらに参院補選に至っては、広瀬の不祥事の影響で公認候補を立てられず不戦敗で、立憲公認となった木戸口が返り咲いている。

### 岩手県以外の東北地方
岩手県ばかりでなく、東北地方も民主系の強い地域である。
もともとは保守王国だったが、東北の主要な政治家である小沢一郎だけでなく1993年の政変で渡部恒三、鹿野道彦、田名部匡省などの有力議員が自民党を離れ地盤が弱まったことが理由である。古代以来中央政権から負の要素を押し付けられ続けている地方であり、アテルイに始まり戊辰戦争、2・26事件など反中央の気風があるとされる。対照的に小沢離党後の自民党有力者は西日本出身者が多い。
また、選挙区の事情として人口の減少で宮城県、福島県の参議院選挙区が1人区に減らされたこと、対関西への文化の薄さから関西拠点の日本維新の会が候補擁立に消極的であり民共共闘が成功しやすく自民党と民主系1:1の対決ができやすく政権批判票が一本になりやすいことなどもある。
第45回衆議院議員総選挙では自民候補は全体で5勝にとどまり、秋田県、岩手県では自民党議員が衆参で不在になっていた。
第24回参議院議員通常選挙でも自民候補は1勝、第25回参議院議員通常選挙で自民候補は2勝と自民党が政権復帰後でも苦戦しており、岩手県、山形県、宮城県では参議院の自民党議員が不在となった。なお宮城は民主系だった議員が自民党へ鞍替えしそのまま再選したたため宮城の欠員は解消された。
第49回衆議院議員総選挙では福島県で立憲民主党候補が勝ち越した。しかし翌年の第26回参議院議員通常選挙では自民党の新人が立憲民主党の候補を下し議席を奪還したため福島県の参議院の議席は東北で唯一の自民党独占区となった。第26回参院選後の東北の参議院の自民党空白区は山形県のみとなっている。
第50回衆議院議員総選挙では、前述の自公政権への逆風の影響で、立憲民主党が各地で議席を回復させる基調を見せ、定数削減となった宮城県では5選挙区、福島県では4選挙区のうち、いずれも1選挙区を除いて立憲民主党が勝利した。国民民主党も秋田で1議席を獲得し、比例東北ブロックで初めて議席を獲得した。一方で山形県は立憲民主・国民民主の選挙協力が行われたものの、3選挙区いずれも自民党の議席独占を許している。
ただし、東日本大震災の復興政策や農家戸別補償の迷走、公共事業の減少、秋田公立美術大学開学の問題での政権批判で第46回衆議院議員総選挙など大きく苦戦を強いられた選挙もある。

### 山梨県
民主党の重鎮である輿石東の地元、山梨県も民主党が強い地域であった。
第44回衆議院議員総選挙では郵政選挙により自民党が圧勝したのに対し山梨県では民主党が自民党に勝利（3選挙区で民主1、自民0、無所属2）した数少ない地域であるほか、第45回衆議院議員総選挙においては3選挙区すべてで当選を果たしただけでなく自民党をはじめとする他の候補者の比例復活当選も許さず、これまで参議院を独占していた議席を合わせ5議席すべてが民主党議員となり、かつ民主党以外の政党および無所属の国会議員がゼロになる「民主党独占」現象が起きた。
| 議院   | 選挙区       | 議員     | 当該選挙区での当選回数                | 別選挙区での当選、または比例復活当選等                    | 備考                                       |
| ------ | ------------ | -------- | ------------------------------------- | --------------------------------------------------------- | ------------------------------------------ |
| 衆議院 | 山梨県第1区  | 小沢鋭仁 | 4回（2000年、2003年、2005年、2009年） | 山梨県全県区1回（1993年） 比例南関東ブロック1回（1996年） |                                            |
| 衆議院 | 山梨県第2区  | 坂口岳洋 | 1回（2009年）                         |                                                           |                                            |
| 衆議院 | 山梨県第3区  | 後藤斎   | 1回（2009年）                         | 比例南関東ブロック2回（2000年、2005年）                   | 2000年、2005年は選挙区では落選（比例並立） |
| 参議院 | 山梨県選挙区 | 輿石東   | 2回（1998年、2004年）                 | 衆議院山梨県全県区2回（1990年、1993年）                   |                                            |
| 参議院 | 山梨県選挙区 | 米長晴信 | 1回（2007年）                         |                                                           |                                            |

山梨県全体からみると初めから民主党（旧社会党）が強かったわけではなく、1980年代までは自民党の重鎮であった金丸信をはじめ中尾栄一、堀内光雄、田邊圀男ら大臣経験者を輩出する保守王国であった。衆議院選挙では、当時の山梨県全県区（定数5）で、自民党の公認候補が4議席獲得することも珍しくなく、小選挙区移行後も第41回衆議院議員総選挙で当時は旧・民主党に所属していた輿石東が建設大臣（現・国土交通大臣）であった中尾に敗れ、3選挙区すべてが自民党が当選していた（旧・民主党で当選したのは比例南関東ブロック単独で出馬した小沢鋭仁のみ）。しかし、1990年代に金丸と中尾が相次いで逮捕されると保守王国の地盤は揺らぎ始め、2005年には第45回衆議院議員総選挙（郵政解散）における「郵政造反組」（堀内光雄と保坂武）と「小泉チルドレン」の扱いについて自民党山梨県連が自民党本部の意向に反し造反組を支援したことなど、長年にわたり抗争が繰り広げられていた。特に山梨県第2区では郵政造反組復党問題での調整失敗により堀内光雄と二階俊博の支援を受けた長崎幸太郎によって保守層が完全に分断され、第45回衆議院議員総選挙でも堀内長崎の合計得票数は109,986票と坂口の66,868票と大差をつけていたのにもかかわらず保守票の分裂（長崎57,213票、堀内52,773票）によって坂口の一人勝ちになるなど、「自民党の自滅によって民主王国となった」という状況であった。
ただ県民の保守色は未だ強く、たとえば2019年山梨県知事選挙のNHKによる出口調査での政党別支持は自民が46%に対し立憲民主党と国民民主党が合わせて14%と大きく水をあけられている。このため2010年に行われた第22回参議院議員通常選挙でも輿石東が自民党の宮川典子に約3千票の僅差で当選したことで民主独占状態は維持されたが、2012年に行われた第46回衆議院議員総選挙では民主党に逆風が吹く中、山梨県第1区では小沢鋭仁が離党し日本維新の会から立候補。民主党は対抗馬として斎藤勁を擁立するが、民主票が分裂したことで宮川典子に敗れることで2000年から維持していた民主党の地盤を喪失（小沢は比例重複による当選、斎藤は落選）。また山梨県第2区も現職の坂口岳洋が長崎幸太郎、堀内詔子（堀内光雄の息子の嫁）の争いに隠れてしまい、比例重複による当選もできなかった。山梨県第3区では現職の後藤斎が自民党新人の中谷真一に勝利したもののその差はわずか172票（中谷真一は比例重複による当選）と民主党惨敗の煽りを受ける形で独占状態は終焉した。
その後、衆議院選挙では山梨県第3区が廃止され、2014年の第47回衆議院議員総選挙および2017年の第48回衆議院議員総選挙では山梨県第1区はみんなの党から移籍した中島克仁が勝利したが、2017年は民主党の後継政党である民進党および分裂結成された立憲民主党からの支持を受けず立候補し、県連内対立で嫌気をさしていた一部の自民党支持者も取り込んでいたため純粋な民主党系とは言えない状態であった。また山梨県第2区では第47回においては候補を擁立することができずに出馬を断念。第48回では立民から公認候補を擁立したが、長崎幸太郎と堀内詔子の保守対決に割り込むことができずに大敗している。
参議院では2013年の第23回参議院議員通常選挙において米長晴信が離党しみんなの党から立候補。代わりに坂口岳洋を公認したが直後に離党し無所属で立候補したため坂口を推薦したが、自民党新人の森屋宏に敗れた。2016年の第24回参議院議員通常選挙では輿石が引退したものの日本共産党が候補を取り下げ野党統一候補となった民進党公認の宮沢由佳が当選したが、2019年に行われた第25回参議院議員通常選挙では立憲民主党が杉並区議会議員の市来伴子を擁立することを発表したが、同氏は次期区議選の社民党公認候補だったため、同党の又市征治党首や山田厚県連代表は立憲民主党に市来は野党統一候補に不適格と非難した。その後市来が立憲民主党の公認を取り下げ無所属出馬することで候補者の一本化には成功したものの、立民、国民、共産3党の推薦を取り付けた市来は社民党からは「支持」留まりとなった。こうした野党共闘の不調もあり市来は自民党現職の森屋宏に完敗し、参議院山梨の野党独占には至らなかった。
このように2012年以降は民主党系と自民党系で一進一退の状況が続いていたが、2019年山梨県知事選挙を前にして分裂していた自民党山梨県連の2会派が統一されたことや山梨県第2区で争っていた長崎幸太郎と堀内詔子が形式上和解したことから保守層がまとまるようになり、2021年に行われた第49回衆議院議員総選挙では山梨県第1区で2020年に立憲民主党入りした中島克仁が自民党の中谷真一に、山梨県第2区では市来伴子が立民の公認を得て立候補したが堀内詔子に敗れ、民主党系の候補者はいずれも小選挙区の獲得に至らなかった（中島は比例復活）。民主党系が山梨の小選挙区で議席を得られなかったのは2選挙区になってから初、3選挙区時代を含めても1996年の第41回衆議院議員総選挙以来となる。2022年の第26回参議院議員通常選挙では宮沢由佳が自民党候補に敗れ、参議院でも自民党に選挙区の議席を独占されることとなった。

### 新潟県
戦前の新潟県は社会大衆党が力を持っており、戦後も鉄労発祥の地となるなど社会党右派や民社党の流れが存在したものの、田中角栄の登場により強固な保守王国となった。
平成中後期に入り、自民党が角福戦争の敵側の福田側（清和政策研究会）・保守傍流の影響力が強まるにつれて自民離れを起こしていった。娘の真紀子が清和会の小泉純一郎と仲たがいして離党して民主系に入党し、角栄の秘蔵っ子である小沢一郎が非自民をまとめ上げ民共共闘を実現したことも影響している。2010年代も衆議院議員総選挙では自民系に何度も勝ち越し、1人区化してからの参議院新潟県選挙区は自民を長く欠員状態にしていた。
しかし自民総裁が保守本流系の宏池会である岸田文雄となった2022年の第26回参議院議員通常選挙では、立憲民主党から立候補した森裕子が自民党の新人候補に大差で敗北した。
2022年新潟県知事選挙は、革新系候補片桐奈保美に脱原発政策を理由に小泉純一郎が応援に入るというねじれ現象が起きていたが、宏池会中心の保守本流執行部が支持する自民党系現職花角英世が圧倒的大差で勝利した。
2024年の第50回衆議院議員総選挙では、自民党の総理総裁は保守本流系の石破茂だったが、自民党の政治資金問題について、県内の候補者に処分対象者が出た事や一部の選挙区で保守分裂も発生した。一方で立憲民主党も5区立候補予定であった梅谷守に公職選挙法違反の疑いが浮上するなどの問題もあったが、自公政権に対する逆風もあり、立憲民主党が県内5つのすべての小選挙区で勝利する大勝を収めた（定数削減の影響により小選挙区が6から5に削減）。自民党候補は定数削減の選挙区調整で比例区に回った国定勇人と比例復活の斎藤洋明の2名のみの議席獲得に留まっている。

### 長野県
教育県として知られた長野県は日教組の力が強い土壌であったほかに、自民党から下条進一郎、羽田孜、井出正一という有力議員の軒並みの離党で自民党の地盤の崩壊と左派的な環境が民主王国とされている。
世襲で羽田雄一郎→羽田次郎、下条みつ、生え抜きで篠原孝、田中秀征などの強固な議員を出してきた盤石の非自民王国である。
小選挙区導入後の選挙は自民党系が全体で大勝する選挙でも勝ち越しが多く、特に羽田孜の地盤だった第3区は自民にとっては難攻不落の未勝利区のひとつに数えられていた。
参議院でも長野選挙区は1人区化後は自民党を欠員に追い込み続けている。
ただし、第49回衆議院議員総選挙では苦戦して対自民戦績は1勝4敗であり、これまで落とさなかった3区も自民に奪われている（ただし、この時の自民党候補は非自民から自民党に入党した井出庸生である）。
日教組の組織率も低下している。
第50回衆議院議員総選挙では一転して、1区と3区で小選挙区の議席を自民党から奪還し、5区で立候補した福田淳太が比例復活で議席を得たため、県内立候補の立憲民主党候補がすべて議席を獲得している。この選挙ではいわゆる「民共共闘」から距離を置く動きもあったが、長野県内では信州市民連合が中心となり、5区以外の選挙区で立憲・共産の候補者を棲み分けたことが奏功したとされる。

### 愛知県
愛知県はトヨタ自動車を始めとした全国でも有数の自動車産業の集積地であり、連合の傘下である全トヨタ労働組合連合会が力を持っている。民社党の流れを汲む民社協会が強い地盤を築いており、民主王国と言われていた。民主党の後継である民進党が立憲民主党と国民民主党に分裂した後でも、国民民主党が一定の影響力を保っている。
2024年の第50回衆議院議員総選挙では、立憲民主党が県内で擁立した候補者12人のうち1区を除いて比例復活も含めて議席を確保したが、国民民主党は全国的に好調な党勢を受けて、擁立した4人の小選挙区ですべて勝利する快挙を見せた。特に全トヨタ労組の影響が強い選挙区で前回の総選挙では古本伸一郎の直前の立候補断念で、事実上自民党の八木哲也に明け渡す形となった11区では丹野みどりが議席を奪還。さらに新設区の16区では、福田徹が公明・立憲・共産の乱戦を制する（立憲の松田功は比例復活で国政復帰）など、国民民主党大勝の象徴的な地域のひとつとなった。

### 三重県
三重県は北勢地域がとりわけ民主王国といわれる。北勢地域は民主党代表を務めた岡田克也の出身地である四日市市があるほか、四日市市・鈴鹿市・亀山市などは中京工業地帯を構成する工業都市である。したがって労働組合の活動が盛んな地域であり、三重県第2区と三重県第3区で民主党が強固な地盤を築いていた。しかし、第49回衆議院議員総選挙では労組の組織力の低下や共産党への接近による支持者離れが鮮明となり、三重2区で自民党新人に競り負けた。また、参議院の三重県選挙区は第25回参議院議員通常選挙と第26回参議院議員通常選挙では自民党候補に敗北し自民党独占区となっている。特に後者では自民党候補に12万票以上の差をつけられた上、地盤の北勢地域を含む全地域で自民党候補に敗れている。

### 沖縄県
沖縄県は厳密には革新王国であり、民主王国としてなりたったわけではない。
もともと民主党や自由党が保守右派や新自由主義政策をとっていた時代には自民党と革新陣営の争いに埋没して負けることが多く、民主党政権でも鳩山由紀夫内閣の基地問題での迷走で強い批判を自民党以上に受けることがあった。
民主系が強まったのは民共共闘による民主サイドの革新入りが大きい。非自民・反保守・反米を前面に出してきた対立構造で選挙に勝利を繰り返した革新候補に推薦や支援をつけて民主王国を建立させた。
衆議院小選挙区は共産、社民候補を応援し勝利させ、沖縄2区は社民党の党勢が弱まった今でも社民党候補が当選し、自民党には難攻不落な選挙区である。
特に2014年、従来は自民党員として沖縄県議会議員を経て那覇市長を務めたうえ、普天間基地辺野古移設賛成派だった翁長雄志が移設反対に転じて革新系政党の推薦を受けて沖縄県知事となってからは、革新勢力に一部の保守系勢力も加わったオール沖縄が国政選挙や県知事選挙で自民党系候補を圧倒するようになった。2016年の第24回参院選では現職大臣を各主要メディアが投票終了の20時の段階で当確を出すほどの大差で落選に追い込んでいる。
だが、2021年にオール沖縄を支援してきた金秀グループが離脱して以降はオール沖縄の弱体化が目立つようになっている。金秀グループのオール沖縄離脱表明直後に行われた2021年の第49回衆院選では、沖縄3区で立憲民主党の候補が比例復活もならず落選するなど、オール沖縄結成後初めて複数の小選挙区を自民党に明け渡した。2022年の第26回参院選ではオール沖縄の現職が勝利したが、自民党候補に沖縄県選挙区においては過去2番目に小さい2,888票差にまで迫られた。同年の沖縄県知事選挙では保守分裂も手伝ってオール沖縄の現職が勝利するが、続く那覇市長選挙ではオール沖縄が支援してきた前職が自民党系候補の支持に回るなどして、オール沖縄が擁立した翁長雄志の次男が敗れている。
2024年の第50回衆議院議員総選挙では、オール沖縄の枠組みで立憲が3区・4区に候補者を擁立したが、4区でれいわ新選組が独自候補として元豊見城市長の山川仁を擁立するなど足並みが乱れた事や、直近選挙でのオール沖縄の退潮を受ける形で、3区の屋良朝博は比例復活に留まり、4区の金城徹（オール沖縄共同代表）に至っては野党分裂の影響で議席を獲得できなかった。この選挙では自民党は比例復活も含めて沖縄県の全候補者が議席を獲得しており、玉城デニー知事の県政運営への不満も重なる中でオール沖縄の退潮がさらに顕著となり、保守回帰へ向かいつつある。

## 主な選挙区

### 衆議院選挙区
小選挙区制を導入以後、旧民主党系候補（前身の野党系候補を含む）が独占している選挙区を以下に列挙する。
| 選挙区        | 小選挙区当選者 | 党派                                                            |
| ------------- | -------------- | --------------------------------------------------------------- |
| 岩手県第1区   | 達増拓也       | 新進党→自由党→民主党                                            |
| 岩手県第1区   | 階猛           | 民主党→民進党→希望の党→国民民主党（旧）→無所属→立憲民主党       |
| 神奈川県第8区 | 中田宏         | 新進党→無所属の会                                               |
| 神奈川県第8区 | 岩國哲人       | 民主党                                                          |
| 神奈川県第8区 | 江田憲司       | 無所属→みんなの党→維新の党→民進党→無所属→立憲民主党             |
| 愛知県第2区   | 青木宏之       | 新進党                                                          |
| 愛知県第2区   | 古川元久       | 民主党（旧）→民主党→民進党→希望の党→国民民主党（旧）→国民民主党 |
| 三重県第3区   | 岡田克也       | 新進党→民主党→民進党→無所属→立憲民主党                          |

### 参議院選挙区
旧民主党系（及び野党系含む）議員が独占している選挙区を以下に列挙する。
| 選挙区            | 選出議員             | 党派               |
| ----------------- | -------------------- | ------------------ |
| 青森県選挙区（2） | 田名部匡代、福士珠美 | 立憲民主党         |
| 岩手県選挙区（2） | 木戸口英司、横澤高徳 | 立憲民主党         |
| 山形県選挙区（2） | 舟山康江、芳賀道也   | 国民民主党、無所属 |
| 長野県選挙区（2） | 杉尾秀哉、羽田次郎   | 立憲民主党         |
| 沖縄県選挙区（2） | 伊波洋一、高良沙哉   | 沖縄の風           |

青森県選挙区、岩手県選挙区、山形県選挙区、沖縄県選挙区の改選数は一貫して1。長野県選挙区は2013年まで改選数2、2016年より改選数1。